# Harald Orthey
Harald Stefan Orthey (* 25. Juni 1968 in Hachenburg) ist ein deutscher Politiker der  CDU und seit 2025 Mitglied des Deutschen Bundestages.

## Berufliche Tätigkeit
Von 1984 bis 1987 absolvierte Orthey eine Ausbildung zum Großhandelskaufmann. In dieser Tätigkeit arbeitet er nach Abschluss der Ausbildung bis 1992. Anschließend war er von 1993 bis 1997 in der Geschäftsstelle der CDU Montabaur tätig. 1998 wurde Orthey Geschäftsführer des Bezirksverbands Koblenz-Montabaur und Kreisgeschäftsführer des CDU-Kreisverbands Westerwald.

## Politischer Werdegang
Harald Orthey engagiert sich seit den 1990er Jahren in der CDU. Für diese war er von 1999 bis 2024 Mitglied im Gemeinderat Hattert sowie seit 1999 Mitglied im Verbandsgemeinderat Hachenburg. Mitglied des Kreistags im Westerwaldkreis ist Orthey, mit kurzer Unterbrechung, seit 2001. Dort bekleidete er von 2009 bis 2025 zudem das Amt des CDU Fraktiongeschäftsführers. 
Bei der Bundestagswahl 2025 kandidierte er für die CDU für das Direktmandat im Bundestagswahlkreis Montabaur. Er gewann die Wahl mit 35,7 % der Stimmen und zog so in den 21. Deutschen Bundestag ein.